# Cooptourist
A Cooptourist 1969-ben alapított magyar idegenforgalmi vállalat, eredeti profilja szerint "a magyar szövetkezetek utazási irodája" volt. Jogutóda 2003-ban szűnt meg.

## Története
A második világháború után, 1948-tól csak az IBUSZ nyújtott teljeskörű idegenforgalmi szolgáltatást, majd az 1957-től az ifjabb korosztályokra fókuszáló Expressz Utazási Irodával együtt csak ez a két vállalat képezte az idegenforgalmi üzletágat. Egyes források szerint 1959-ben, mások szerint csak az új gazdasági mechanizmus 1968. évi bevezetése után, 1969-ben alapították a COOPTOURIST vállalatot. Teljes neve eredetileg Cooptourist Magyar Szövetkezetek Utazási Irodája, 1978-tól neve COOPTOURIST Magyar Szövetkezetek Utazási Közös Vállalata volt. (Címe: 1016 Budapest, I. Derék u. 2.) Későbbi címe Budapest, I. Krisztina krt. 99. volt. Mint neve is mutatja, a COOPTOURIST főként a szövetkezeti mozgalommal való kapcsolatokra, tapasztalatcserékre, tanulmányutakra koncentrált. A vidéki illetve mezőgazdasági foglalkozású lakosság igényeit kívánta szolgálni.
A rendszerváltozást követő privatizáció után a COOPTOURIST kereskedelmi társasági formában folytatta működését. 2003 októberében felfüggesztette, majd befejezte működését a Cooptourist Idegenforgalmi Rt. névű cég. Ekkor országszerte 13 irodát működtetett.